# Ole Olsen (compositeur)
Pour les articles homonymes, voir Olsen.
Ole Olsen (Hammerfest, 4 juillet 1850 – Oslo, 4 novembre 1927) est un compositeur, organiste, chef d'orchestre, tromboniste, professeur de musique et musicien militaire norvégien.

## Biographie
Olsen naît à Hammerfest, dans le comté de Finnmark, la ville la plus septentrionale du monde. Sa mère meurt lorsqu'il est encore jeune. Son père, Iver Olsen, est un artisan et un musicien amateur qui joue l'orgue à l'église locale. Dès son jeune âge, Olsen apprend le piano et le violon et à l'âge de cinq ans, il compose son premier morceau. Vers ses sept ans, il tient parfois la place de son père pour jouer l'orgue à l'église.
En 1865, Ole Olsen se rend à Trondheim comme apprenti chez un artisan. Il étudie également la composition et l'orgue avec Fredrick et Just Lindeman (1865–1869) et parfois remplace l'organiste de la cathédrale de Trondheim. En 1870, il renonce à son apprentissage et s'installe à Leipzig, où il suit l'enseignement d'Oskar Paul et de Carl Reinecke  (composition) au conservatoire de musique jusqu'en 1874. C'est à cette époque qu'il compose sa Symphonie en sol majeur (créée en 1878) et commence son opéra Stig Hvide.

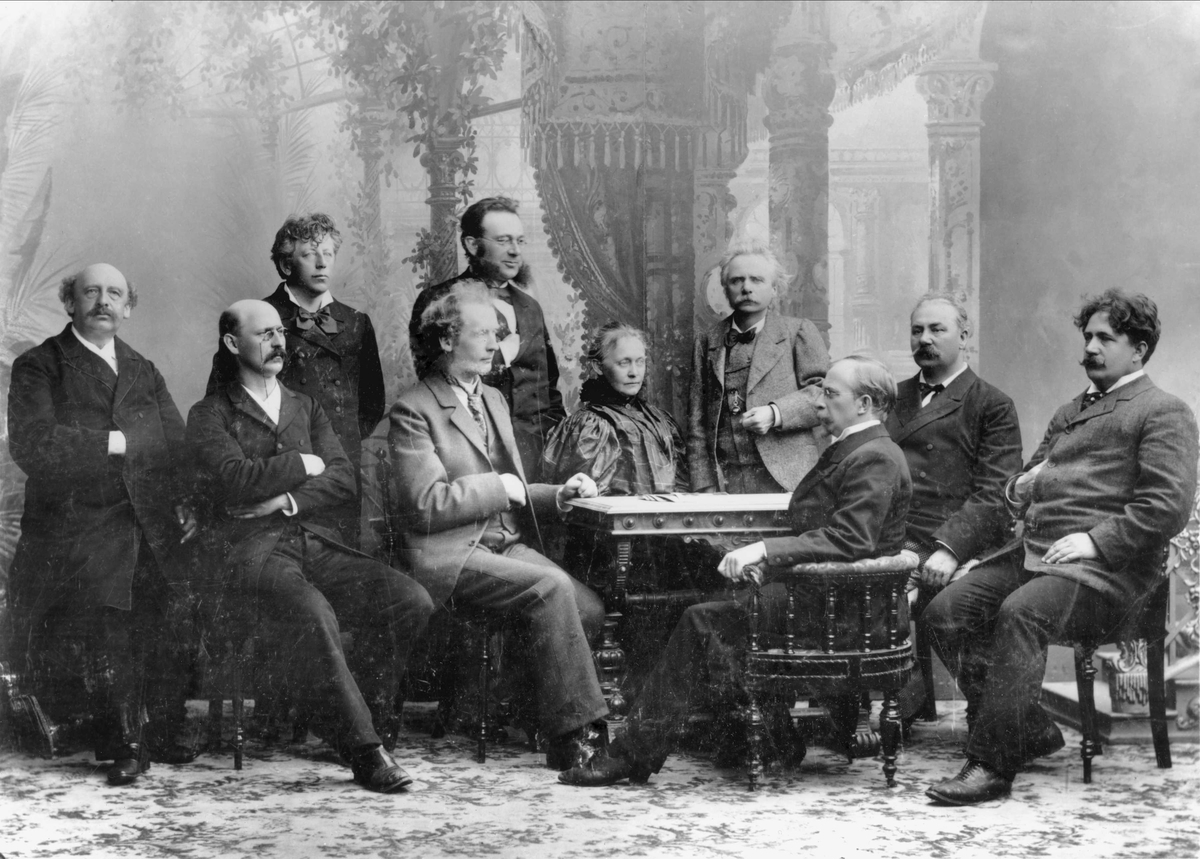
Le groupe des compositeurs norvégiens en 1898. De gauche à droite : Christian Cappelen, Catharinus Elling, Ole Olsen, Gerhard Rosenkrone Schelderup, Iver Holter, Agathe Backer Grøndahl, Edvard Grieg, Christian Sinding (assis et de profil), Johan Svendsen, Johan Halvorsen.

En 1874, il est compositeur et professeur à Christiania (aujourd'hui Oslo), où il passe l'essentiel du reste de sa vie. Parmi ses élèves se trouve son compatriote Gerard Tonning (1860–1940). Il dirige la chorale des artisans de Christiania entre 1876-1880, l'orchestre de la société de musique de 1877 à 1880 et l'orchestre franc-maçon de 1894 à 1908. À partir de 1884, il est directeur musical de l'Akershus, la 2e Brigade. En 1899 il est nommé inspecteur de la  musique, poste qu'il conserve jusqu'en 1920.
En 1879, il épouse Marie Hals, fille du facteur de pianos Karl Hals. Il meurt à Oslo en 1927.

## Œuvre

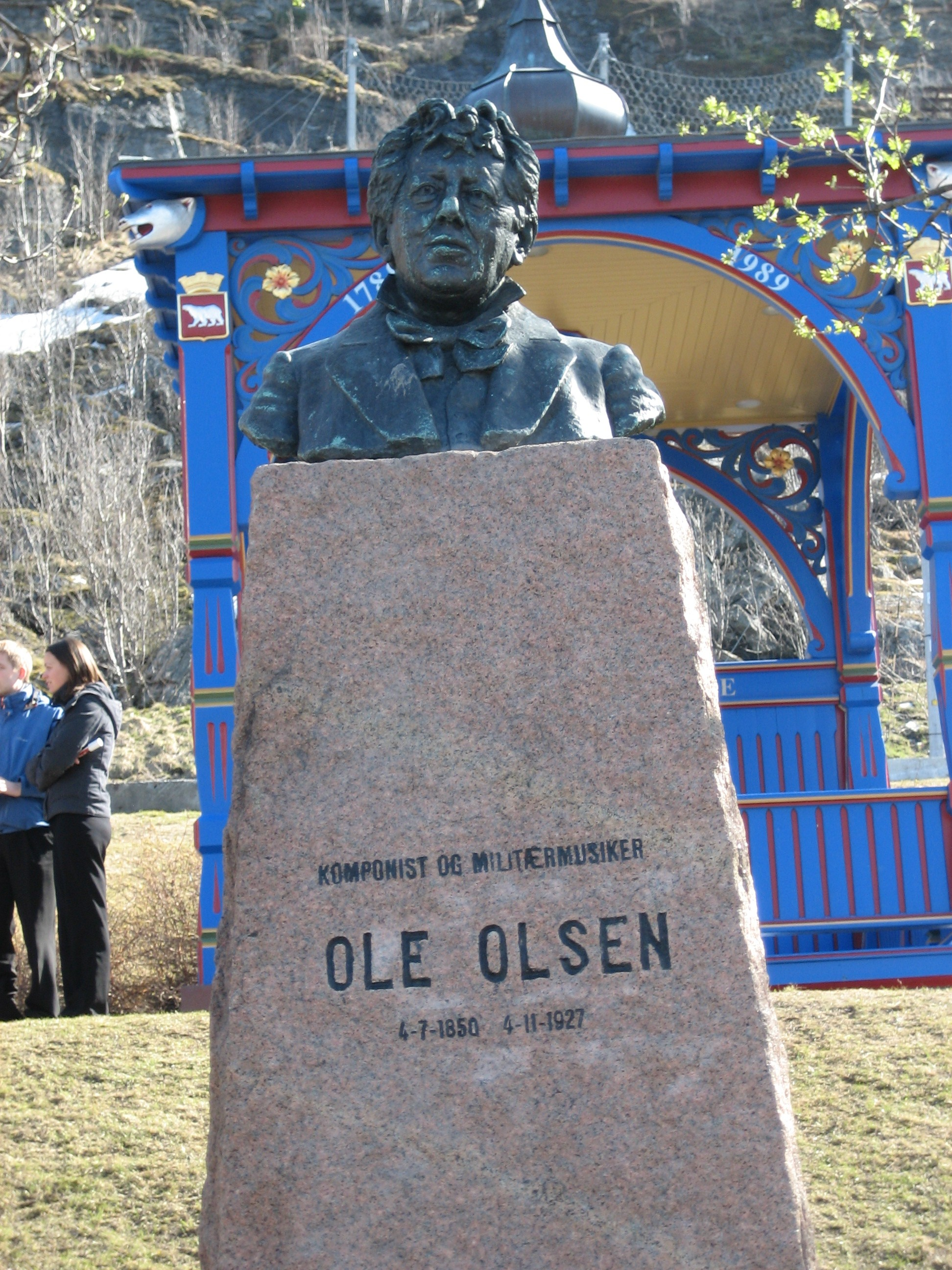
Buste de Ole Olsen, à Hammerfest, le Jour de la Constitution, 2007..

Les opéras d'Olsen ont été influencés par la musique de Richard Wagner. Une autre influence importante est la chanson traditionnelle Joik, en raison de son implication dans la collecte des airs folkloriques, lorsqu'il était militaire. Ces influences, se retrouvent dans un grand nombre de ses compositions de marches militaires. La tradition nationaliste est également représentée dans ses œuvres scéniques.
Parmi ses compositions :
- opéras
  - Stig Hvide (1872-76)
  - Lajla (1893)
  - Stallo (1902)
  - Klippeøerne (1904-10)
- oratorio
  - Nidaros (1897)
- cantates
  - Ludvig Holberg (1884)
  - Griffenfeldt (1897)
  - Broderbud (s.d.)
- chœur d'hommes
  - Fanevakt (s.d.)
  - I jotunheimen (s.d.)
- poèmes symphoniques
  - Asgårdsreien (1878)
  - Alfedans
- orchestre
  - Symphonie en sol majeur
  - Petite suite pour piano et cordes (1902)
  - Concerto pour trombone (1905)
  - Væringetog
  - Ritornell
  - Romance
  - Tarantelle
- autres
  - Svein Uræd (1890) sur un texte de Nordahl Rolfsen
  - Le roi Erik XIV (1882)
  - pièces pour piano
  - marches militaires
  - Lieder

## Enregistrements
- Little Suite pour piano et orchestre à cordes ; Œuvres pour piano de sept femmes compositrices — Jorunn Marie Bratlie, piano ; Orchestre de la radio norvégienne, dir. Christian Eggen (1991, Norsk Kulturråds Klassikerserie NKFCD 50024-2
- Asgaardsreien, op.10 ; Symphonie en sol major, op. 5 ; Suite pour orchestre à cordes, op.60 — Orchestre symphonique national de Lettonie, dir. Terje Mikkelsen — 2009, Sterling CDS 1086-2
- Symphonie n°1, op. 5 ; Concerto pour trombone, op. 48(46) ; Asgaardsreien, op.10 — Christian Lindberg (trombone et dir.), Orchestre philharmonique Arctic, dir. Rune Halvorsen (2011, BIS BIS-1968 SACD